# Contopus virens
Contopus virens là một loài chim trong họ Tyrannidae.

## Hình ảnh

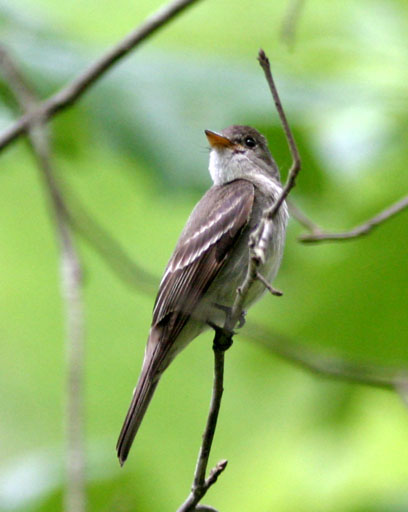
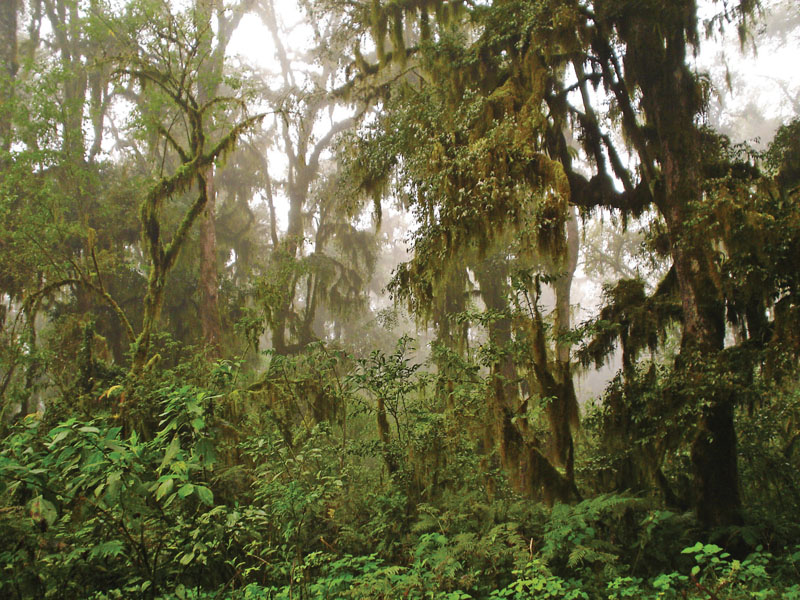
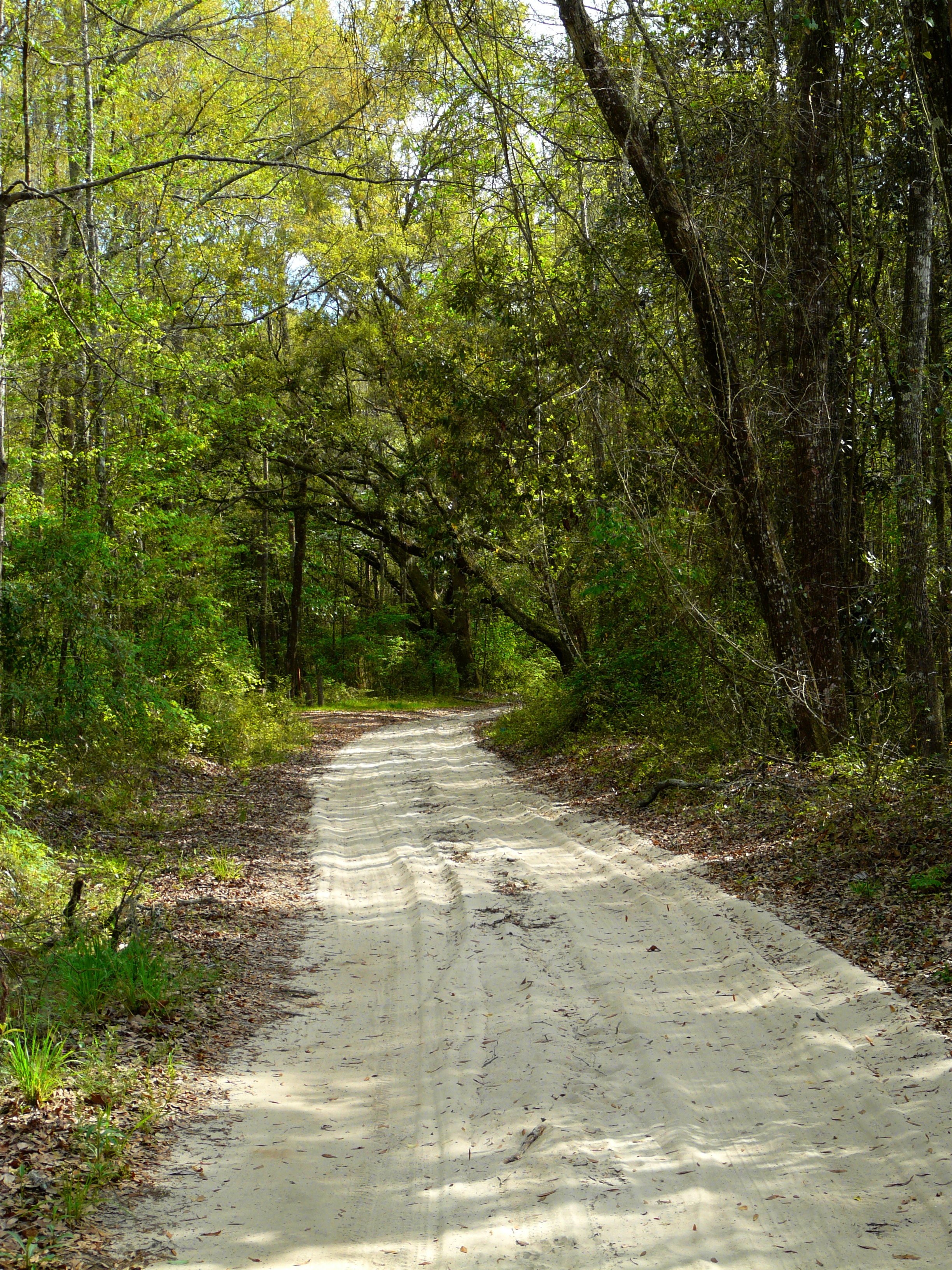
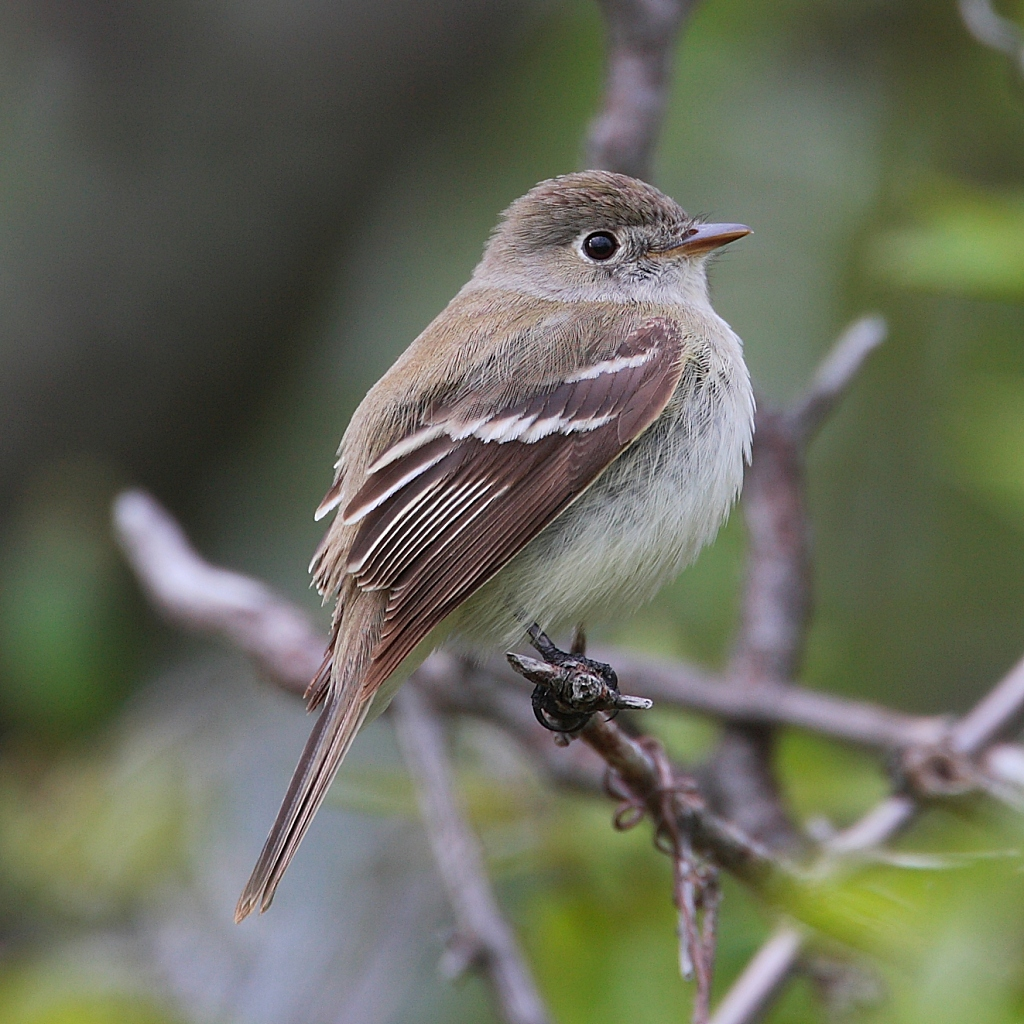